# Viréo des mangroves
Vireo pallens
Espèce
Statut de conservation UICN

 LC  : Préoccupation mineure
Le Viréo des mangroves (vireo pallens) est une espèce de passereaux appartenant à la famille des Vireonidae.

## Description
Le Viréo des mangroves a les parties supérieures du plumage olive grisâtre terne, un peu plus éclatant sur la croupe jaunâtre et les extrémités latérales des ailes et de la queue. Deux bandes blanches traversent les ailes et le bord extérieur des secondaires est blanc également. Le dessous est blanc sale avec de légères teintes olive sur les côtés. Le dessous des ailes est blanc. Une légère ligne blanchâtre va du bec à l'œil.

## Répartition
On le trouve au Belize, au Costa Rica, au Guatemala, au Honduras, au Mexique, au Nicaragua et au Salvador.

## Habitat
Le viréo des mangroves vit dans les mangroves, les marécages et les plaines des marais.

## Nidification
Il installe son nid dans des buissons épineux.

## Sous-espèces
D'après la classification de référence (version 10.1, 2020) du Congrès ornithologique international , cette espèce est constituée des neuf sous-espèces suivantes (ordre phylogénique) :
- vireo pallens paluster, Moore, RT, 1938 ;
- vireo pallens ochraceus, Salvin, 1863 ;
- vireo pallens pallens, Salvin, 1863 ;
- vireo pallens nicoyensis, Parkes, 1990 ;
- vireo pallens salvini, van Rossem, 1934 ;
- vireo pallens semiflavus, Salvin, 1863 ;
- vireo pallens weitmorei, Phillips, AR, 1991 ;
- vireo pallens anguiensis, Parkes, 1990 ;
- vireo pallens browningi, Phillips, AR, 1991.